# Jean-Paul Daoust
Pour les articles homonymes, voir Daoust.
Jean-Paul Daoust, né à Salaberry-de-Valleyfield le 30 janvier 1946, est un écrivain québécois.

## Biographie
Jean-Paul Daoust, poète et romancier, détient une maîtrise en lettres de l'Université de Montréal. Depuis 1974, il enseigne au département de français du Cégep Édouard-Montpetit. Il est membre de l'Union des écrivaines et des écrivains québécois.
Poète majeur du Québec, Jean-Paul Daoust a publié une quarantaine de recueils de poésie et de romans depuis 1976 en plus d'avoir été directeur de la revue Estuaire (1993 à 2003). Son œuvre s'articule principalement autour de la mélancolie, de la modernité et de l'homosexualité masculine.
En poésie, Jean-Paul Daoust publie notamment Portrait d'intérieur (Atelier de production littéraire de la Mauricie, 1981), Les cendres bleues (Écrits des Forges, 1990) qui a aussi été adapté au Théâtre d'Aujourd'hui, Les saisons de l'ange (Éditions du Noroît, 1997), Cinéma gris (Triptyque, 2005), Cobra et colibri (Éditions du Noroît, 2006), Fleurs lascives (Écrits des Forges, 2007) ainsi que Carnets de Moncton : scènes de la vie ordinaire (Éditions Perce-Neige, 2010),,,,,,.
Il a collaboré à de nombreuses revues de poésie dont Hobo-Québec, APLF, Jeu, Spirale, Lèvres urbaines, et a lui-même dirigé la revue Estuaire de 1993 à 2003. Chroniqueur de poésie pour Télé-Québec puis Radio-Canada, il est le poète en résidence, depuis août 2011, de l'émission ''Plus on est de fous, Plus on lit!'' sur Radio-Canada.
Actif sur la scène littéraire québécoise et internationale, Jean-Paul Daoust participe à de nombreux festivals dont Place aux poètes, la Nuit de la poésie, le Festival «Hors-jeu » au Musée d'art contemporain, le Festival international de poésie de Trois-Rivières, etc.
En 1990, il est lauréat du prix littéraire du Gouverneur général du Canada pour Les Cendres bleues. En 2009, il est récipiendaire du grand prix Québecor du Festival international de la poésie de Trois-Rivières pour Le Vitrail brisé. En 2012, il est lauréat du Prix de poésie Gatien-Lapointe - Jaime-Sabines pour son œuvre traduite en espagnol.
En 2013, il reçoit le prix international Saint-Denys-Garneau pour le livre d'artiste Rituels d'Amérique, réalisé avec l'artiste Jocelyne Aird-Bélanger, ainsi que le Prix Jean-Lafrenière du Festival international de la poésie de Trois-Rivières. Jean-Paul Daoust est aussi récipiendaire du prix à la création artistique en région du Conseil des arts et des lettres du Québec en 1999, en 2009 ainsi qu'en 2020,,,.

## Œuvres

### Poésie
- Portrait d'intérieur, Trois-Rivières, Atelier de production littéraire de la Maurice, 1981, 87 p.  (ISBN 2920228137)
- Poèmes de Babylone, Trois-Rivières, Écrits des Forges, 1982, 48 p.  (ISBN 2890460363)
- Dimanche après-midi, Trois-Rivières, Écrits des Forges, 1985, 54 p.  (ISBN 2890460819)
- La Peau du cœur et son opéra suivi de Solitude, avec cinq tableaux de Roger H. Vautour, Montréal, Éditions du Noroît, 1985, 82 p.  (ISBN 2890181189)
- Du dandysme, Outremont, Éditions NBJ, 1986, 22 p.  (ISBN 2893140629)
- Suite contemporaine, Trois-Rivières, Écrits des Forges, 1987, 129 p.  (ISBN 2890461181)
- Les cendres bleues, avec une postface de Paul Chamberland, Trois-Rivières, Écrits des Forges, 1990, 66 p.  (ISBN 2890461831) [Réédition, 1998  (ISBN 2-89046-183-1)] [Réédition, 2013  (ISBN 9782896452576)] [Réédition, 2015  (ISBN 9782896452958)] [Réédition, 2020  (ISBN 9782896453948)]
- Les Poses de la lumière, avec quatre tableaux de Bob Desautels, Montréal, Éditions du Noroît, 1991, 156 p.  (ISBN 2890182266)
- L'Amérique : poème en cinémascope, avec des photographies de Robert Gautier, Montréal, Éditions XYZ, 1993, 142 p.  (ISBN 2-89261-096-6) [Réédition, 1999  (ISBN 2-89261-257-8)] [Réédition, 2003  (ISBN 9782892613452)]
- Poèmes faxés, en collaboration avec Louise Desjardins et Mona Latif-Ghattas, Trois-Rivières, Écrits des Forges, 1994, 87 p.  (ISBN 2-89046-341-9)
- Taxi pour Babylone, Trois-Rivières, Écrits des Forges et Éditions Phi, 1996, 123 p.  (ISBN 2-89046-390-7 et 2-87962-051-1) [Réédition, 2005  (ISBN 2-89046-919-0)]
- 111, Wooster Street, Montréal, Éditions VLB, 1996, 145 p.  (ISBN 2-89005-627-9)
- Les saisons de l'ange, Montréal, Éditions du Noroît, 1997, 2 vol.  (ISBN 2-89018-350-5 et 2-89018-400-5)
- Les lèvres ouvertes : poème, Outremont, Éditions Lanctôt, 2001, 62 p.  (ISBN 2-89485-199-5)
- Les versets amoureux, Trois-Rivières, Écrit des Forges, 2001, 177 p.  (ISBN 2-89046-647-7)
- Cinéma gris : poésie, Montréal, Triptyque, 2005, 68 p.  (ISBN 2-89031-555-X)
- L'aile de la roue, avec les œuvres de Lucien Chabot, Sainte-Mélanie, Création Bell'Arte, champs-vallons, 2006, 35 p.  (ISBN 2-923033-35-3)
- Cobra et colibri, Montréal, Éditions du Noroît, 2006, 241 p.  (ISBN 2-89018-573-7)
- Fleurs lascives, Trois-Rivières, Écrits des Forges, Chaillé sous les Ormeaux, L'Idée bleue, 2007, 112 p.  (ISBN 978-2-89645-041-1 et 978-2-84031-235-2)
- Élégie nocturne, avec 1 disque, musiques originales de Manu Trudel, Montréal, Planète rebelle, 2008, n.p.  (ISBN 978-2-922528-85-5)
- Le vitrail brisé, Trois-Rivières, Écrits des Forges, 2009, 63 p.  (ISBN 978-2-89645-132-6)
- Carnets de Moncton : scènes de la vie ordinaire, Moncton, Éditions Perce-Neige, 2010, 59 p.  (ISBN 978-2-922992-58-8)
- Libellules, couleuvres et autres merveilles, avec des illustrations de Cynthia Girard, Trois-Rivières, Éditions d'art Le Sabord, 2011, 46 p.  (ISBN 978-2-922685-82-4)
- Lèvres ouvertes, Trois-Rivières, Écrits des Forges, 2012, 129 p.  (ISBN 9782896452279)
- Le dandy, Saint-Sauveur-des-Monts, Québec, Les Éditions de la Grenouillère, 2014, 71 p.  (ISBN 9782923949697)
- Sexe glamour, Châtelineau, Le Taillis pré, Trois-Rivières, Écrits des Forges, 2015, 143 p.  (ISBN 9782874500947 et 9782896452934)
- Le chant du Concorde, Saint-Sauveur-des-Monts, Les Éditions de la Grenouillère, 2016, 189 p.  (ISBN 9782924758007)
- Les îles de la ponctuation, avec des illustrations de Louise Prescott, Trois-Rivières, Les Éditions d'art Le Sabord, 2017, 59 p.  (ISBN 9782924085325)
- Jean-Paul Daoust, le fauve amoureux : tango américain : une rétrospective (1976-2016), suivi des discours de réception à l'Académie des lettres du Québec, de notes sur Les cendres bleues et d'un petit dictionnaire Jean-Paul Daoust, conception, choix de textes et présentation de Gérald Gaudet, Trois-Rivières, Éditions d'art Le Sabord, 2019, 289 p.  (ISBN 9782924085462 et 2924085462)

### Récits
- Oui, cher, récit, Montréal, Éditions Cul Q, 1976, 35 p.
- Les Garçons magiques, Montréal, Éditions VLB, 1986, 159 p.  (ISBN 289005229X) [Réédition, Montréal, Éditions de la Grenouillère, 2020  (ISBN 9782924758564 et 2924758564)]
- Sand Bar : récits, Montréal, Éditions Lévesque, 2011, 97 p.  (ISBN 978-2-923844-64-0)

### Romans
- Soleils d'acajou, Montréal, Éditions Nouvelle Optique, 1984, 109 p.  (ISBN 2890170535)
- Taxi, Trois-Rivières, Écrits des Forges, 1984, 56 p.  (ISBN 2890460568)
- Le désert rose, Montréal, Éditions Stanké, 1999, 426 p.  (ISBN 2-7604-0725-X)

### Livres d'artiste
- Chaises longues, Montréal, Éditions Cul Q, 1977, 12 cartes postales.
- Rituels d'Amérique, poèmes de Jean-Paul Daoust et eaux fortes de Jocelyne Aird Bélanger, Val-David, Éditions Incidit, 1990, 4 feuilles.  (ISBN 2980242705)
- Une ombre, photographies de Éric Daudelin et textes de Jean-Paul Daoust, Montréal, Éditions Daudelin, 2006, 1 feuillet.
- TGV les ailleurs : (suite carolomacérienne), Charleville-Mézières, Musée Arthur Rimbaud, 2009, 12 feuillets.
- L'aile de la roue, avec des œuvres de Ginette Trépanier, Sainte-Mélanie, Québec, Éditions Création Bell'Arte, maison du livre d'artiste, 2014, 74 p.  (ISBN 9782923033549 et 9782923033488)
- Fugues, en collaboration avec Louise Prescott, Québec, Éditions Création Bell'Arte, maison du livre d'artiste, 2015, 83 p.  (ISBN 9782923033617)
- L'intemporel, en collaboration avec Lucien Chabot et Suzanne Joly, Québec, Éditions Création Bell'Arte, maison du livre d'artiste, 2016, n.p.  (ISBN 9782923033686)

### Anthologie
- Roses labyrinthes : anthologie, Bordeaux, Le Castor astral, 2002, 86 p.  (ISBN 2-85920-494-6 et 9782859204945)

### Traductions
- Black diva : selected poems, 1982-1986, Traduction par Daniel Sloate, avec une préface de André Roy, Montréal, Guernica, 1991, 45 p.  (ISBN 0920717543)
- Blue ashes = Les cendres bleues, Traduction par Daniel Sloate, Toronto, Guernica, 1999, 143 p.  (ISBN 1550710931)
- Cenizas azules = Les cendres bleues, Traduction par Sergio Arturo Ávalos, Jalisco, Mantis Editores, 2003, 119 p.  (ISBN 968-7859-48-2)
- Modri pepel = Les cendres bleues, Traduction par Brane Mozetič, Ljubljana, Škuc, 2003, 70 p.  (ISBN 961-6085-51-4)
- Poemas de Babilonia = Poèmes de Babylone, Traduction par Gabriel Martín, Tlaquepaque, Mantis Editores, 2007, 87 p.  (ISBN 978-970-9894-27-1)

## Adaptations

### Théâtre
- My Name is Jean-Paul, par André Perrier, interprétée par le comédien Marcel Pomerlo accompagné de Marie-Josée Gauthier, Paul-Antoine Taillefer et Harry Standjofsky, Montréal, Théâtre d'Aujourd'hui, 2009.
- Les cendres bleues, Théâtre d'Aujourd'hui,

## Prix et honneurs
- 1990 - Récipiendaire : Prix du Gouverneur général du Canada (Pour Les cendres bleues)[19]
- 1999 - Récipiendaire : Prix à la création artistique en région du Conseil des arts et des lettres du Québec[16]
- 2002 - Récipiendaire : Prix Hommage du Grand prix de la culture de Lanaudière (Pour l'ensemble de son œuvre)[20]
- 2009 - Récipiendaire : Grand Prix Québecor du Festival International de la Poésie de Trois-Rivières (Pour Le Vitrail brisé)[21]
- 2009 - Récipiendaire : Prix à la création artistique en région du Conseil des arts et des lettres du Québec
- 2012 - Récipiendaire : Prix de poésie Gatien-Lapointe - Jaime-Sabines[14]
- 2013 - Récipiendaire : Prix international Saint-Denys Garneau (Pour Rituels d'Amérique)
- 2013 - Récipiendaire : Prix Jean-Lafrenière du Festival international de la poésie de Trois-Rivières  (Pour Rituels d'Amérique)[15]
- 2013 - Président d'honneur : Salon du livre de Salaberry-de-Valleyfield[3]
- 2014 - Président d'honneur : La Quinzaine du livre de Lanaudière, Culture Lanaudière[2]
- 2020 - Artiste de l'année : Gala virtuel des Grands Prix Desjardins de la culture de Lanaudière[22]
- 2020 - Artiste de l'année : Prix du Conseil des arts et des lettres du Québec — Artiste de l’année dans Lanaudière[17]